# L’Amour Toujours II.
A L'Amour Toujours II Gigi D'Agostino negyedik albuma. 2004 decemberében jelent meg, több rádióslágert tartalmaz (pl. Silence, Goodnight, Wellfare. Az albumon szereplő számok egy része már 2003-ban elhangzott Gigi "Il Programmino" c. rádióműsorban, valamint az Underconstruction 1 (2003) és Underconstruction 2 (2004) EP-ken. Két régebbi sikerszám (L'Amour Toujours, Another Way) új verziója is megtalálható rajta. Dupla album, az első lemez a lágyabb rádióbarát, a második a gyorsabb, keményebb számokat rejti.

## Stílusa
A lemez Gigi D'Agostino második, Italo dance korszakának a tulajdonképpeni lezárása. Ennek megfelelően a lemez hangulata leginkább Italodance, de helyet kaptak rajta poposabb, lágyabb hangvételű számok is. A második CD-n már felcsendülnek a harmadik korszak, a Lento violento stílusában fogant számok is, pl. a Momento contento, vagy a Toccando le nuvole.

## Számlista
CD1
1. Welcome to Paradise (Gigi D'Agostino's way)  4:54
2. Angel (Gigi D'Agostino's way)  7:10
3. Total care (Vision 2)  2:56
4. Wellfare (Elettro Gigi Dag)  2:50
5. The Rain (Gigi D'Agostino's way)  4:48
6. Together in a dream (Elettro Gigi Dag)  3:32
7. Goodnight (Gigi D'Agostino's way)  2:47
8. I wonder why (Vision 5)  3:47
9. Sonata (Gigi & Luca trip)  4:35
10. Complex  9:17
11. Silence (To comprehend the conditioning)  7:00
12. Nothing else  5:13
13. On eagle's wings  7:02
14. L'amour toujours (I wish real peace)  6:00
15. Another way (Il spiaggia al tramonto)  3:36

CD2
1. Canto do mar (Gigi D'Agostino pescatore mix)  4:07
2. Summer of energy (Viaggio mix)  7:07
3. Marcetta  4:56
4. Percorrendo (Gigi's impression)  3:38
5. Gigi's way (Andando altrove)  4:47
6. Tangology  4:54
7. Momento contento  3:48
8. Dance 'n' roll  2:50
9. Paura e nobilta'  (Ribadisco mix)  6:04
10. Angel (Elettro Gigi Dag)  8:25
11. Bolero  6:55
12. The rain (Vision 3)  3:47
13. Total care (Elettro Gigi Dag)  2:58
14. Imagine (Gigi D'Agostino's way)  4:05
15. Toccando le nuvole (Gigi's impression)  5:32

## Szerzők
- CD1/01: Di Agostino, Leoni, Bigazzi & Tozzi – Mascheroni Edizioni Musicali
- CD1/02, 04, 06, 12 & CD2/11: Di Agostino, Montagner & Leoni – Media Songs Srl.
- CD1/03 & CD2/13: Di Agostino, Leoni & Maccario – Media Songs Srl.
- CD1/05, CD2/04 & 12: Di Agostino, Paganelli & Pandolfi – Media Songs Srl.
- CD1/07: Di Agostino, Marani & Pandolfi – Media Songs Srl.
- CD1/08: Di Agostino & Ludovico – Media Songs Srl.
- CD1/09 & CD2/09: Di Agostino & Martire – Media Songs Srl.
- CD1/10: Di Agostino & Wilder – BMG Ricordi /Warner Bros Music Italy Srl. /Media Songs Srl.
- CD1/11, CD2/05 & 07: Di Agostino – Media Songs Srl.
- CD1/13: Joncas. – BMG Ricordi
- CD1/14 & 15: Di Agostino, Sandrini, Montagner & Leoni – Media Songs Srl. /Warner Bros Music Italy Srl.
- CD2/01: Montagner – Media Songs Srl.
- CD2/02: Mazzavillani & Pagano – Media Songs Srl. /SYM Music /T-2 Edizioni Musicali
- CD2/03: Morricone. – EMI Music Publishing
- CD2/06: Di Agostino & Paganelli – Media Songs Srl.
- CD2/08: Di Agostino, Montagner & Pandolfi – Media Songs Srl.
- CD2/10: Ravel – BMG Ricordi
- CD2/14: Lennon – Lenono Music /EMI
- CD2/15: Di Agostino & Di Carlo – Media Songs Srl.

## Közreműködők
- Diana Jurca: Ének, vokál (Welcome to Paradise, Goodnight, Imagine)

## Kislemezek
- 2004 Silence
- 2004 Gigi's Goodnight
- 2004 Summer Of Energy
- 2005 Wellfare
- 2005 I Wonder Why